# Geschiedenis van de staat Palestina
De geschiedenis van de staat Palestina betreft het ontstaan en de ontwikkeling van de staat Palestina. Deze staat werd in 1988 in ballingschap uitgeroepen door de Palestijnse Bevrijdingsorganisatie (PLO). Na de Oslo-akkoorden van 1993 werd in 1994 de Palestijnse Autoriteit opgericht, die over bepaalde delen van de Palestijnse Gebieden een bepaalde mate van autonomie kreeg.

## Ottomaanse Rijk en Brits Mandaat

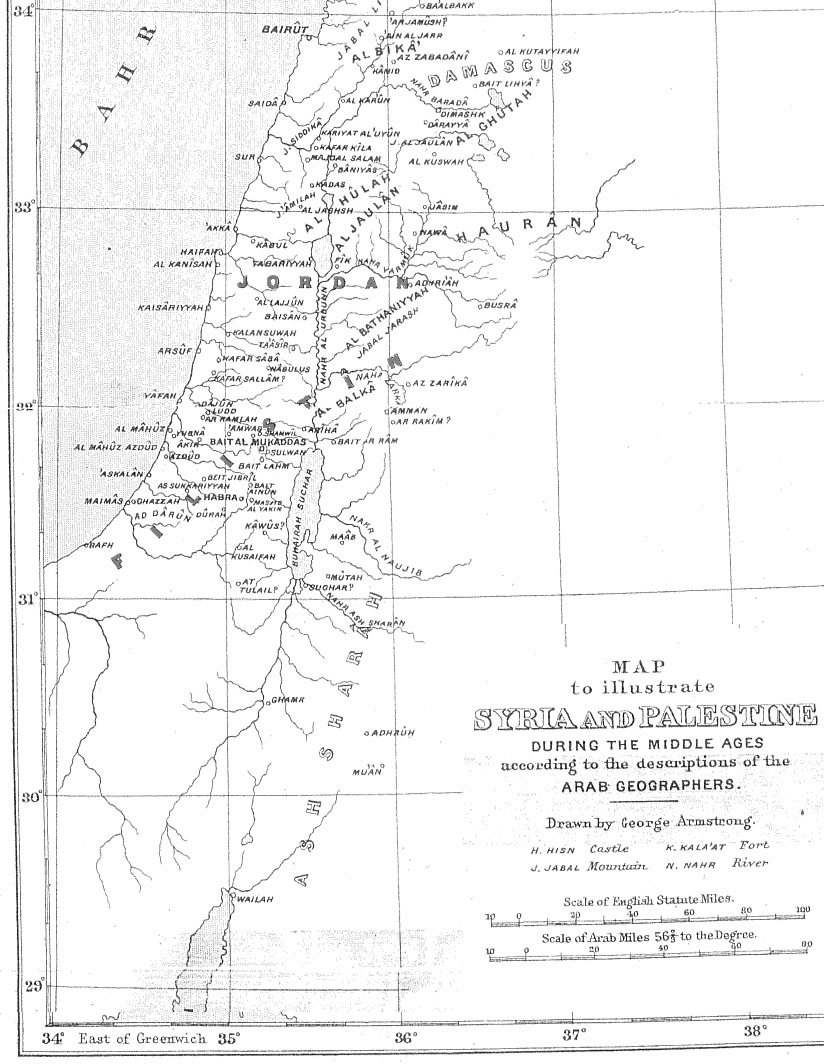
Provincies in het Ottomaanse Rijk

Vanaf 1516 tot het eind van de Eerste Wereldoorlog maakte het gebied van de huidige staat Palestina deel uit van het uitgestrekte Ottomaanse Rijk, net als het gebied van het huidige Israël, Libanon, Syrië en Jordanië. De grenzen van de huidige staten waren in het Ottomaanse Rijk niet herkenbaar. De oude provincies Filistin en Jordan strekten zich aan weerszijden van de rivier de Jordaan uit. Tijdens de Eerste Wereldoorlog vocht het Ottomaanse Rijk aan de zijde van de centrale mogendheden tegen het Verenigd Koninkrijk. Tegen het einde van de Eerste Wereldoorlog toen de capitulatie van het Ottomaanse Rijk nabij was gaf het Verenigd Koninkrijk op 2 november 1917 de Balfour-verklaring uit, waarin de Britse overheid de Joden steun toezegde voor de stichting van een Joods nationaal tehuis in Palestina.
In 1918 worden de Ottomaanse troepen in Palestina verslagen door generaal Edmund Allenby, waarna de Britten er hun gezag vestigen. De Conferentie van San Remo en de Volkenbond nemen de Balfour-declaratie in 1920 over en verklaren haar tot internationaal geldend recht. Terwijl de Britten het mandaat over Palestina krijgen, wordt aan Frankrijk het mandaat over Syrië en Libanon toegekend en worden grenzen getrokken die er voorheen niet waren. Het Britse mandaat heette Palestina en besloeg het gebied aan weerszijden van de Jordaan. Winston Churchill stelde in 1921 op de conferentie van Cairo voor het Britse mandaat in twee delen te splitsen (langs de Jordaan en de Golf van Akaba). Via een apart memorandum heeft Groot-Brittannië in september 1922 het Joodse Nationaal tehuis beperkt tot het gebied ten westen van de rivier de Jordaan. De definitieve grenzen bij de Golanhoogten werden pas in 1923 bepaald.
In 1922 werd door de Volkenbond officieel het mandaat over Palestina aan de Britten gegeven waarbij een groot gebied ten oosten van de Jordaan was inbegrepen. In 1946 werd dit oostelijke deel onder de naam Transjordanië een onafhankelijke Arabische staat. In het oostelijk deel van het mandaat werd de Joodse immigratie door de Britten verboden. Met dit mandaat nam de Volkenbond het Sykes-Picotverdrag en de Balfour-verklaring in acht en negeerde de wensen van de Arabische bevolking die zich sterk had uitgesproken tegen de Balfour-verklaring en aansluiting zocht bij Syrië.
Tussen 1936 en 1939 woedde de Arabische opstand tegen Groot-Brittannië enerzijds en tegen de Joodse immigratie anderzijds. De gebeurtenissen tijdens deze opstand legden de kiem voor de Arabisch-Israëlische Oorlog van 1948. Een maand na het begin van de opstand riep het Arabische Hoge Comité op tot het niet-betalen van belastingen en een economische boycot van de Joden. De opstand werd een gewapende opstand. Er werden bomaanslagen gepleegd op de oliepijpleiding van Kirkoek naar Haifa en op spoorlijnen en treinen. Ook werden Joodse nederzettingen en Joods-Palestijnse burgers aangevallen. Dankzij financiële steun van nazi-Duitsland kon de opstand drie jaar worden volgehouden
De opstand eindigde in 1939 toen de Britten het MacDonald White Paper publiceerden, waarmee de Joodse immigratie werd beperkt en een onafhankelijkheid van Palestina binnen 10 jaar in het vooruitzicht werd gesteld. De leider van de Arabische opstand, Amin al-Hoesseini, vluchtte via Irak naar nazi-Duitsland, waar hij zich tijdens de Tweede Wereldoorlog bezighield met de rekrutering van moslims voor de SS en vanwaar hij via de radio propaganda-uitzendingen verzorgde, gericht op de Arabische wereld.
Na de Arabische opstand raakte Palestina in toenemende mate gesplitst: de economische boycot van de Joden had ertoe geleid dat de Joodse en Arabische economie los van elkaar kwamen te staan. Ook had de Joodse gemeenschap, de jisjoev, inmiddels eigen bestuurlijke organen en een eigen politie opgericht.

## Arabisch-Israëlische oorlog

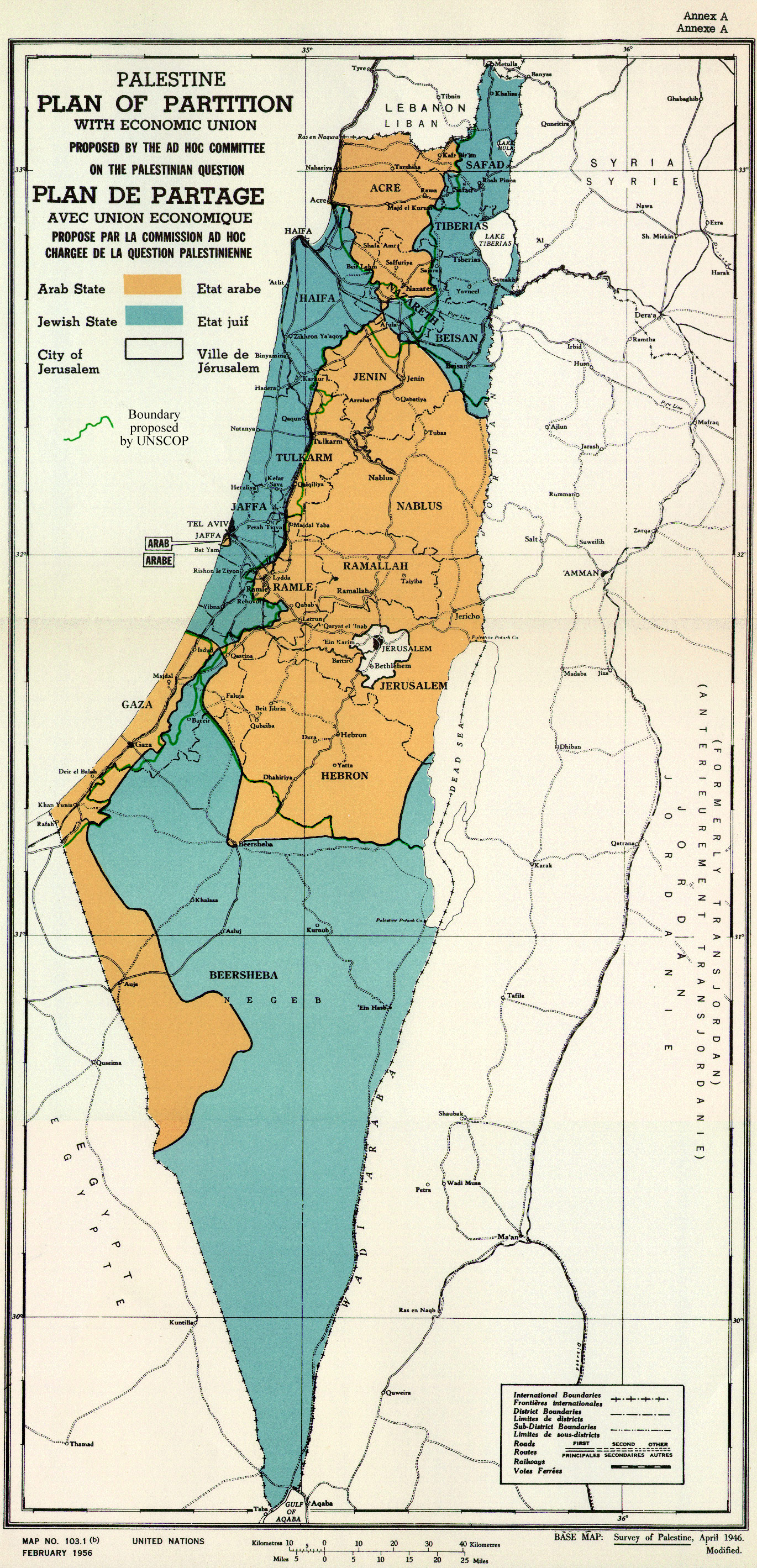
VN-verdelingsplan voor Palestina, (1947)

De oorlog tussen de Joodse en Arabische bevolking van Palestina ontstond in 1947, nadat de Algemene Vergadering van de Verenigde Naties op 29 november resolutie 181 instemden met het VN-verdelingsplan van de internationale UNSCOP-commissie (United Nations Special Comité on Palestine), dat voorzag in de opdeling van het mandaatgebied Palestina na het beëindigen van het Britse mandaat aldaar. Palestina zou opgedeeld worden in een Joods, een Arabisch en een internationaal bestuurd deel rondom (Jeruzalem en Bethlehem). 56 procent van het grondgebied, waaronder de Negev-woestijn, werd toegekend aan de 600.000 Joden in Palestina en 43 procent aan de 1 miljoen Palestijnse Arabieren.
De Palestijnse leiders wezen het plan af als zijnde een onwettige inbreuk op hun recht als inheemse bevolking en omdat ze het land als een geheel wilden behouden, terwijl de Joodse leiding wel akkoord ging met het opdelingsplan hoewel haar voornaamste doel, het bezit van Jeruzalem, niet gehaald werd.
Direct na het aannemen van resolutie 181 gingen de Arabische Palestijnen in groten getale de straat op om ertegen te protesteren. Joodse bussen, winkelcentra en een synagoge werden vernield. Als vergelding hiervoor vielen Joodse milities Palestijnse dorpen en stadswijken aan en dreven bijna 75.000 mensen op de vlucht. Tot maart 1948 lag het initiatief in de strijd aan Arabische kant en beperkte het Joodse leger, de Hagana, zich tot het verdedigen van Joodse nederzettingen en het uitvoeren van vergeldingsaanvallen, terwijl de Joodse terreurorganisaties Lechi en Irgun diverse grote bomaanslagen uitvoerden in Tel Aviv, Jaffa, Haifa en Jeruzalem. Hierbij vielen honderden slachtoffers.
Vanaf december 1947 ging het leiderschap van de jisjoev (David Ben-Gurion c.s.) over tot een afschrikkingsbenadering: een systematische campagne om de plaatselijke Palestijns-Arabische bevolking te intimideren. Speciale eenheden van de Hagana gingen dorpen in om de mensen te waarschuwen niet met het ALA (Arab Liberation Army) samen te werken. Mocht zo'n incursie op tegenstand, welke dan ook, stuiten dan werd met scherp geschoten.
In januari 1948 kwam een Arabisch vrijwilligerslegioen de Palestijnen te hulp. Het was de bedoeling de Joodse aanwezigheid in Palestina te verdrijven. Amin al-Hoesseini riep openlijk op tot uitroeiing van alle Joden in Palestina. waarna de Joodse leiding openlijk overging van vergeldingsacties tot gedwongen uitzettingen.
In maart 1948 begon de Hagana met de uitvoering van het Plan-Dalet dat voorzag in het verdedigen van de grenzen van de nieuw te vormen Joodse staat, alsook het veroveren van grondgebied buiten het door resolutie 181 toegewezen deel. Een doel was ook om de wegen veilig te stellen en de verbinding tussen Tel Aviv en Jeruzalem te herstellen. Sommige Joodse organisaties beoogden tevens het verdrijven van zo veel mogelijk Palestijnen uit het gebied, hoewel dit niet het officiële Zionistische plan was.
Op 14 mei 1948 riep de Joodse leiding een onafhankelijke staat 'Israël' uit. Deze werd vrijwel direct erkend door de Verenigde Staten en de Sovjet-Unie. Een dag later op 15 mei 1948, de dag waarop de Britse troepen het voormalig mandaatgebied verlieten, viel een coalitie van Arabische landen Palestina binnen en brak de Arabisch-Israëlische Oorlog van 1948 voluit uit. Transjordanië bezette het gebied dat nu bekend is als de Westelijke Jordaanoever en viel ook Jeruzalem binnen. De Israëliërs veroverden het westelijke deel van de stad terwijl het Arabische Legioen het oostelijk deel bezette.
Begin 1949 werden wapenstilstanden gesloten tussen Israël enerzijds en Egypte, Libanon, Transjordanië en Syrië anderzijds. De uitkomst van de oorlog was voor de Palestijnen desastreus. De Westelijke Jordaanoever en Oost-Jeruzalem werden bezet door Jordanië, terwijl Egypte de Gazastrook bezette.
Het conflict heeft volgens de VN geleid tot een vluchtelingenstroom van 711.000 Arabische Palestijnen, waardoor 400 Arabische dorpen ontvolkt raakten. Tussen 1949 en 1953 keerden tussen de 30.000 en 90.000 Palestijnen terug naar hun woonplaatsen in het huidige Israël. Het verlies wordt door de Palestijnen al-Nakba ('de catastrofe') genoemd.

## Bezetting door Jordanië en Egypte
Op 24 april 1950 werd de Westelijke Jordaanoever, vanuit het volkenrecht gezien, illegaal geannexeerd door Transjordanië. Transjordanië (dat "over de Jordaan" betekent) veranderde hierna zijn naam in Jordanië. De Palestijnen die er woonden kregen automatisch het Jordaanse staatsburgerschap. Zo'n tweeduizend Palestijns-Arabische notabelen zouden hiertoe een verzoek hebben gedaan. De annexatie werd alleen erkend door Groot-Brittannië en Pakistan, maar niet door de andere Arabische staten.
Op 20 juli 1951 werd de Jordaanse koning Abdoellah I bij het betreden van de Rotskoepelmoskee in Jeruzalem door een Palestijnse nationalist gedood. Ook zijn kleinzoon, de latere koning Hoessein werd door een kogel geraakt, maar overleefde de aanslag.
In de Gazastrook zetelde vanaf 1948 een Palestijnse regering, met Amin al-Hoesseini als president. Deze regering werd erkend door Egypte, Syrië, Libanon, Irak, Saoedi-Arabië en Jemen, maar niet door Transjordanië, noch door enig niet-Arabisch land. De Palestijnen in de Gazastrook en in Egypte kregen Palestijnse paspoorten, maar in feite stond het gebied onder Egyptisch bestuur. In 1959 werd de Palestijnse regering door Gamal Abdel Nasser, de toenmalig president van de Verenigde Arabische Republiek (Egypte en Syrië) per decreet opgeheven.

## Bezetting door Israël
Tijdens de Zesdaagse Oorlog van juni 1967 werd de Westelijke Jordaanoever door Israël op Jordanië veroverd, en tot bezet gebied gemaakt (alleen Oost-Jeruzalem werd ingelijfd). Zo'n 200.000 Palestijnen vluchtten naar Jordanië. Ook de Gazastrook werd door Israël veroverd.
Sinds de bezetting zijn duizenden Palestijnen gevlucht en talloos veel bij gevechten met het Israëlische leger gedood. Israël heeft ondertussen meer dan tweehonderd nederzettingen in deze gebieden gebouwd. In 2005 zijn de nederzettingen in de Gazastrook ontruimd en heeft Israël zich uit dit gebied teruggetrokken. De Palestijnen zijn qua werk, water, voedsel, behuizing, geld, stroom, grensovergangen en transport afhankelijk van Israël.
Na het begin van de tweede intifada in 2000 pleegden Palestijnen in hun verzet tegen de Israëlische bezetting van de Westelijke Jordaanoever zelfmoordaanslagen in een groot aantal plaatsen in Israël. Tussen 2000 en 2005 kwamen hierbij 972 Israëliërs (waaronder 122 kinderen) om het leven. Als reactie hierop bouwde Israël vanaf 2003 de Westoeverbarrière langs de groene lijn en grotendeels op het gebied van de Westelijke Jordaanoever. Sinds het begin van de bouw van de barrière is het aantal terroristische aanslagen in Israël met 90 procent gedaald. Door deze barrière werden echter 30.500 Palestijnen van de rest van de bevolking afgesneden en kunnen veel Palestijnse boeren slechts met grote moeite op gezette tijden hun percelen betreden. Het Internationaal Gerechtshof in Den Haag achtte in 2004 de bouw van de barrière een schending van internationaal recht. Op 20 juli 2004 nam de Algemene Vergadering van de Verenigde Naties een resolutie aan die de uitspraak van het Hof ondersteunde en de barrière illegaal achtte.

## Palestijns verzet
In 1964 werd de Palestijnse Bevrijdingsorganisatie (PLO) opgericht, met als doel het "bevrijden" van de Palestijnse staat met de grenzen zoals die door het Britse mandaat geschapen zijn en zoals deze tot 1947 van kracht waren. De PLO zag volgens het handvest de gewapende strijd als het enige alternatief voor de bevrijding. De PLO had eerst haar hoofdkwartier in de Jordaanse hoofdstad Amman. In 1970 brak een machtsstrijd uit tussen de Jordaanse koning Hoessein en de Palestijnen (de Zwarte September), hetgeen leidde tot de verdrijving van de PLO naar Libanon. Op zijn 8ste bijeenkomst in 1971 neemt de Palestijnse Nationale Raad een resolutie aan die stelt dat Jordanië en Palestina sinds mensenheugenis een nationale band hebben, gevormd door geschiedenis en cultuur. De vestiging van één politieke eenheid in Transjordanië en een andere in Palestina wordt hierbij illegaal genoemd. Dit alles ter verduidelijking van de uitspraak die in het PLO Handvest in juni 1964 werd vastgelegd, waarin stond dat "Palestina, met de grenzen die het gedurende het Britse Mandaat had, een ondeelbare territoriale eenheid is". Tijdens de 10de bijeenkomst in april 1972 wordt nog verduidelijkt dat de PLO het regime in Jordanië ziet als slechts een vooruitgeschoven post van de zionistische staat. Het omverwerpen van het regime in Jordanië wordt hierbij even belangrijk geacht als de strijd tegen de zionistische bezetting van Palestina.
Na de gebeurtenissen van Zwarte September was Beiroet de plek van het hoofdkwartier van de PLO. Vanuit Libanon pleegde de PLO regelmatig aanslagen in Noord-Israël. Ook buiten de regio waren Palestijnse terroristen actief, onder meer met vliegtuigkapingen. Leila Khaled werd bekend door de twee kapingen die zij uitvoerde. Tijdens de Olympische Zomerspelen van 1972 gijzelden en vermoorden Palestijnse terroristen Israëlische atleten. Ook een Duitse politieagent kwam hierbij om. In 1976 werd een gezamenlijke vliegtuigkaping van terroristen van de Duitse Rote Armee Fraktion en het Volksfront voor de Bevrijding van Palestina in het Oegandese Entebbe beëindigd door het Israëlische leger. Toen Israël in 1982 Libanon binnenviel, was de PLO een van de partijen in het Libanese conflict; na de verovering van Beiroet door Israël vertrok de PLO naar de Tunesische hoofdstad Tunis.

## Onafhankelijkheidsverklaring
Op 15 november 1988 riep de PLO in ballingschap in Algiers de staat Palestina uit met Oost-Jeruzalem als hoofdstad. Het claimt de soevereiniteit over de Palestijnse Gebieden, waarvan de grenzen gegeven worden door de Groene Lijn die afgesproken werd aan het einde van de Arabisch-Israëlische Oorlog. In totaal erkennen 90 landen de onafhankelijkheidsverklaring. Nederland en België erkennen de staat Palestina niet. Bij een top van de Arabische Liga in 1974 was de PLO al uitgeroepen tot de enige wettelijke vertegenwoordiger van het Palestijnse volk. In datzelfde jaar kreeg de PLO binnen de VN de status van waarnemende entiteit.

## Palestijnse Autoriteit

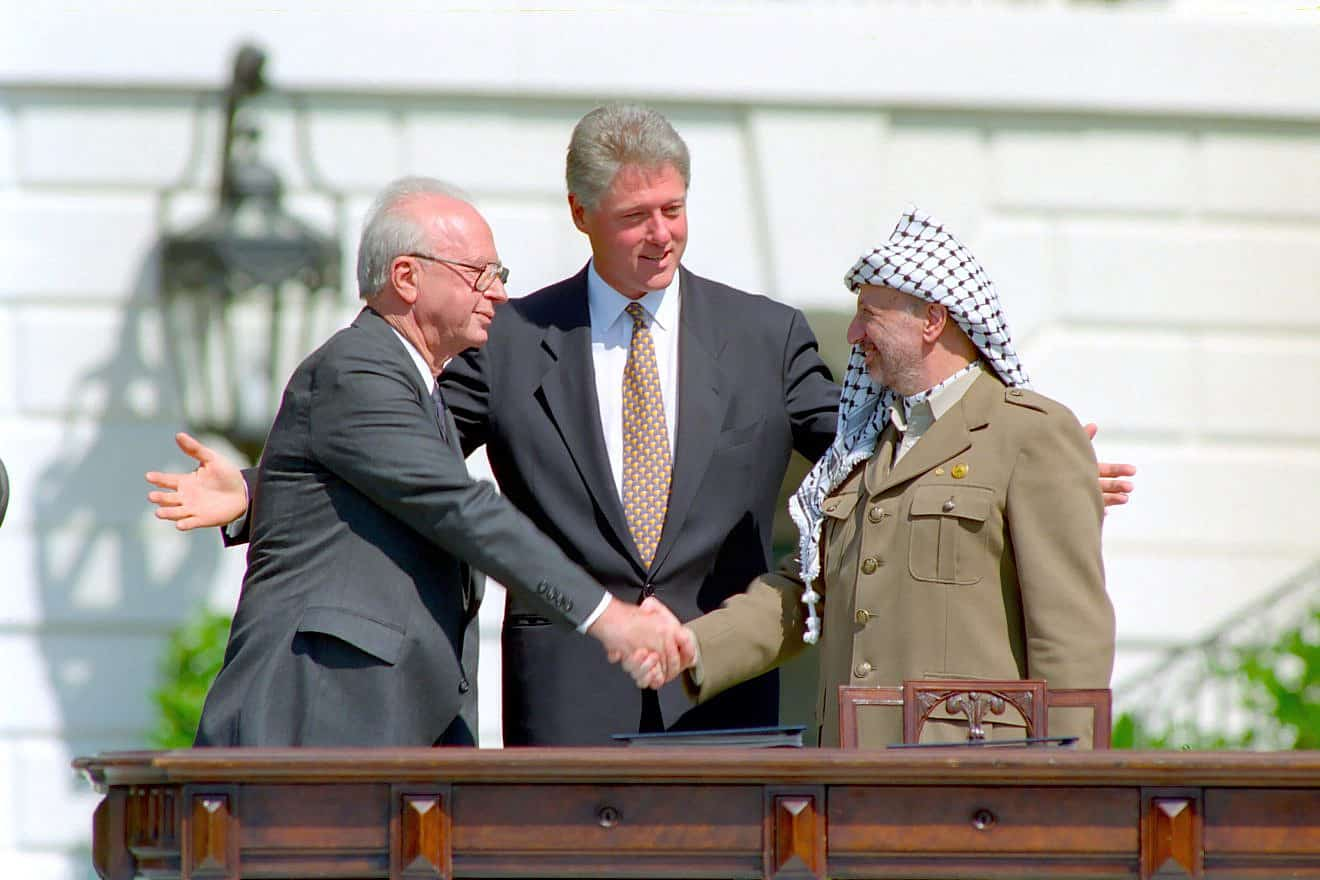
Rabin, Clinton en Yasser Arafat in 1993

Tijdens de eerste intifada van 1988 tot 1993 komen Palestijnen in opstand tegen de Israëlische bezetting. Deze opstand eindigt met de Oslo-akkoorden, die in 1993 na onderhandelingen tussen Israël en de Palestijnse Bevrijdingsorganisatie (PLO) werden gesloten. Volgens de verdragen tussen de PLO en de Israëlische regering blijven de nederzettingen of koloniën, Israëlische dorpen en steden die sinds 1967 in deze gebieden zijn gebouwd, tezamen met het grootste deel van de Palestijnse gebieden (Area C, zie Gouvernementen van Palestijnse Autoriteit) voorlopig onder Israëlisch gezag. In 1993 kon de PLO zijn intrek nemen in Ramallah, de facto de huidige Palestijnse hoofdstad. Als onderdeel van de Oslo-akkoorden werd in 1994 de Palestijnse Autoriteit opgericht, die over delen aan de Palestijnse Gebieden een bepaalde mate van autonomie kreeg. De Oslo-akkoorden geven niet precies aan wat de toekomst van de Palestijnse Autoriteit zou zijn, maar er was een ongeschreven begrip aan beide zijden dat, in het kader van het permanentestatusverdrag, het de basis zou vormen van een onafhankelijke Palestijnse staat. Yasser Arafat werd na het tekenen van de Oslo-akkoorden president van de Palestijnse Autoriteit.
In 2002 vaardigde de Veiligheidsraad van de VN resolutie 1379 uit: "Er moeten twee onafhankelijke staten komen: Israël en Palestina, op basis van resolutie 242 en 338". Deze twee resoluties eisten dat Israël zich terugtrok uit de bezette gebieden, waarmee de VN-Veiligheidsraad duidelijk maakte dat "de staat Palestina" moest komen op de door Israël bezette gebieden. In 2003 besliste de Veiligheidsraad met resolutie 1515 nogmaals dat Israël en Palestina twee onafhankelijke staten moesten worden, en gaf "Het Kwartet" (= VN, Rusland, VS en EU) de opdracht om de "roadmap" uit te voeren. Vanwege de Tweede Intifada en de oorlog in 2006 kwamen de vredesbesprekingen tussen de Palestijnen en de Israëliërs echter tot stilstand.
Na de dood van Yasser Arafat op 11 november 2004 werden op 9 januari 2005 presidentsverkiezingen gehouden waarbij de voormalig premier Mahmoud Abbas van de Fatah-partij tot president werd gekozen. Bij de Palestijnse Parlementsverkiezingen 2006 won Hamas met een overgrote meerderheid in de Palestijnse Wetgevende Raad, het parlement, en werd daarmee de grootste politieke partij in Palestina. Het Kabinet Haniya I werd op 29 maart 2006 geïnstalleerd. Eind 2006 brak de Palestijnse Burgeroorlog uit tussen Fatah en Hamas en wist Hamas op 14 juni 2007 de controle over de Gazastrook over te nemen van Fatah. Hierop ontsloeg president Abbas premier Haniya en benoemde hij Salam Fayyad als opvolger. Hij is van de Derde Weg Partij en dus geen lid van Hamas of Fatah. Palestina is daarmee uiteengevallen in twee delen. Hamas heeft de macht in de Gazastrook en Fatah heeft controle over de Westelijke Jordaanoever.
Op 27 november 2007 werd er in de Amerikaanse plaats Annapolis op initiatief van de Verenigde Staten een internationale vredesconferentie gehouden teneinde vredesbesprekingen tussen Israël en de Palestijnen weer op gang te brengen. Op grond hiervan werden op 5 december de directe besprekingen tussen de Palestijnen en de Israëliërs hervat. Op 17 december 2007 werd er in Parijs een internationale donorconferentie gehouden om de Palestijnse Gebieden weer op de been te helpen. Bijna zeventig landen en de grootste internationale organisatie deden hieraan mee. In totaal werd er meer dan vijf miljard euro toegezegd. Op 27 december 2008 begon het Israëlische leger met een militaire operatie in de Gazastrook, met als doel raketaanvallen vanuit de Gazastrook te stoppen. Bij de gevechten en luchtaanvallen vielen onder de inwoners van de Gazastrook ongeveer 1300 doden, waarvan (afhankelijk van de bron) een derde tot twee derde deel burgerslachtoffers zouden zijn. Ook werden 20.000 gebouwen in de Gazastrook verwoest of beschadigd. De materiële schade werd geschat op € 1,3 miljard.
Op 11 mei 2009 deed de VN Veiligheidsraad een hernieuwde oproep tot de oprichting van een Palestijnse staat. Deze oproep is in lijn met de wens van de Amerikaanse regering.
Ecuador, Brazilië, Argentinië en Uruguay erkenden in december 2010 Palestina als zelfstandige staat. Erkenning door vele andere landen volgde. In december 2011 was de staat Palestina erkend door 130 landen. Palestina werd op 31 oktober 2011 toegelaten als lidstaat van de UNESCO.
Op 12 april 2011 brachten de Verenigde Naties een rapport uit waarin werd geconcludeerd dat Palestina klaar is om zelfstandig te functioneren, waarmee de weg open ligt voor erkenning als een onafhankelijk land. Op 29 november 2012 werd door de Verenigde Naties aan Palestina de status van waarnemend niet-lidstaat toegekend, vergelijkbaar met die van Vaticaanstad. Hierdoor kan Palestina desgewenst toetreden tot VN-commissies en zich ook wenden tot het Internationaal Gerechtshof te Den Haag. De uitslag van VN resolutie 67/19 was als volgt; 138 leden stemden voor de statusverhoging van Palestina, onder andere Frankrijk, Italië, Spanje, België en Zwitserland; negen leden stemden tegen, waaronder Canada, Israël, Micronesië, Palau, Panama en Verenigde Staten en 41 leden, waaronder Duitsland, Nederland en het Verenigd Koninkrijk, onthielden zich van stemming.
Geschiedenis van:
Afghanistan · 
Armenië · 
Azerbeidzjan · 
Bahrein · 
Bangladesh · 
Bhutan · 
Brunei · 
Cambodja · 
China · 
Filipijnen · 
Georgië · 
India · 
Indonesië · 
Irak · 
Iran · 
Israël · 
Japan · 
Jemen · 
Jordanië · 
Joodse Autonome Oblast · 
Kazachstan · 
Kirgizië · 
Koeweit · 
Korea (Noord-Korea, Zuid-Korea) · 
Laos · 
Libanon · 
Maldiven · 
Maleisië · 
Mongolië · 
Myanmar · 
Nepal · 
Oezbekistan · 
Oman · 
Oost-Timor · 
Pakistan · 
Palestina · 
Qatar · 
Rusland ·  
Saoedi-Arabië · 
Siberië · 
Singapore · 
Sri Lanka · 
Syrië · 
Tadzjikistan · 
Taiwan · 
Thailand · 
Tibet · 
Toeva · 
Turkije · 
Turkmenistan · 
Verenigde Arabische Emiraten · 
Vietnam · 
Xinjiang
Midden-Oosten · Centraal-Azië · Zuid-Azië